# Stellifraga cladoniicola
Stellifraga cladoniicola är en svampart som beskrevs av Alstrup & Olech 1993. Stellifraga cladoniicola ingår i släktet Stellifraga, divisionen sporsäcksvampar och riket svampar.   Inga underarter finns listade i Catalogue of Life.